# Balladen om Cable Hogue
Balladen om Cable Hogue är en amerikansk film från 1970 i regi av Sam Peckinpah. Filmen är en västernfilm, men inte särskilt våldsam. Det är en mer reflekterande film, med många komiska inslag och kärlek. Filmen är inte karakteristisk för Peckinpah, vars filmer annars ofta innehöll mycket våld.

## Handling
Cable Hogue vandrar runt övergiven i öknen. Han är nära att ge upp, men hittar plötsligt en vattenåder som räddar livet på honom. Hogue bygger senare ett rastställe för diligenser på platsen. Samtidigt bekantar han sig med Hildy i den närbelägna staden. Hon har inte gott anseende där och får snart flytta in hos Hogue.

## Rollista
- Jason Robards – Cable Hogue
- Stella Stevens – Hildy
- David Warner – Joshua
- Strother Martin – Bowen
- Slim Pickens – Ben
- L.Q. Jones – Taggart
- R.G. Armstrong – Quittner
- Gene Evans – Clete
- William Mims – Jensen
- Kathleen Freeman – Mrs. Jensen
- Vaughn Taylor – Powell